# Gare d’Aime-La Plagne
Gare d’Aime-La Plagne – stacja kolejowa w Aime, w departamencie Sabaudia, w regionie Owernia-Rodan-Alpy, we Francji.
Jest stacją Société nationale des chemins de fer français (SNCF), obsługiwaną przez pociągi Intercités, TGV (sezonowo) i TER Rhône-Alpes.

## Położenie
Znajduje się na wysokości 654 m n.p.m., na km 66,656 linii Saint-Pierre-d’Albigny – Bourg-Saint-Maurice, pomiędzy stacjami Moûtiers – Salins – Brides-les-Bains i Landry.